# Choroba itai-itai
Choroba itai-itai (jap. イタイイタイ病 itai-itai byō, zwana też chorobą ouch-ouch) – udokumentowany przypadek masowego zatrucia kadmem, który został opisany w 1964 roku w prowincji Toyama w Japonii w okolicach kopalni Kamioka. Nazwa pochodzi od japońskiego słowa określającego silny ból (痛い itai), który w tej chorobie występował w kręgosłupie i stawach. Określenie itai-itai zostało ukute przez miejscowych. Od 1910 kadm był uwalniany w znaczących ilościach w wyniku działań górniczych i pierwsze przypadki choroby pojawiły się około 1912. Kopalnie nadal są czynne, a stopień skażenia kadmem pozostaje wysoki, ale lepsze odżywianie i opieka medyczna zmniejszyła występowanie choroby.
W prowincji Toyama uprawiano ryż na polach nawożonych ściekami o dużej zawartości kadmu, pochodzącymi z zakładów przemysłowych. Ludzie zamieszkujący te tereny spożywali ryż, w którym zawartość kadmu dochodziła do 1 μg/g. 
U pracowników plantacji ryżu stwierdzono:
- Osteomalacje wynikającą z wypierania wapnia przez kadm co prowadziło do licznych złamań[1].
- nefropatie[1]
- bóle kończyn i stawów[1] w lędźwiach i mięśniach[potrzebny przypis]
- charakterystyczny kaczy chód[potrzebny przypis]

Choroba miała cięższy przebieg u osób z niedoborem witaminy D. Na przebieg choroby wpływał też stan hormonalny organizmu. Zwiększoną częstość występowania choroby odnotowano u dzieci oraz kobiet po menopauzie.
Jest to jeden z czterech znanych przypadków masowych zatruć w Japonii, spowodowanych zanieczyszczeniem środowiska przez przemysł.